# Hermann Carl Vogel
Hermann Carl Vogel (Leipzig, Reino da Saxônia, 3 de abril de 1841 — Potsdam, 13 de agosto de 1907) foi um astrônomo alemão.

## Vida
Vogel foi pioneiro no uso da espectroscopia na astronomia, tendo aplicado este instrumento para analisar quimicamente atmosferas planetárias e para determinar o período de rotação do sol pelo efeito Doppler.
Em 1882, Vogel tornou-se diretor do Instituto de Astrofísica de Potsdam, tendo sido primariamente conhecido por uma descoberta ali feita em 1890. Vogel descobriu que o espectro de certas estrelas mudava com o tempo, mudando para o vermelho e depois para o azul. Vogel interpretou que a estrela estava afastando-se da Terra e movendo em direção à Terra, respecivamente, com o resultante efeito Doppler possibilitando Vogel sua conclusão. As estrelas aparentavam orbitar em torno de um centro de massa comum, e portanto, eram estrelas binárias. Porém, a observação visual de cada estrela componente não era possível via telescópios, portanto, tais estrelas foram chamadas de binárias espectroscópicas.
Vogel descobriu que Algol é uma estrela binária, via o efeito Doppler.

## Prémios e honrarias
- 1891 - Prêmio Valz
- 1893 - Medalha de Ouro da Royal Astronomical Society[2]
- 1893 - Medalha Henry Draper
- 1906 - Medalha Bruce[3]

## Obras
- Beobachtungen von Nebelflecken und Sternhaufen am sechsfüssigen Refractor und zwölfüssigen Aequatoreal der Leipziger Sternwarte. Engelmann Leipzig 1867 (online).
- Beobachtungen angestellt auf der Sternwarte des Kammerherrn von Bülow zu Bothkamp. 3 Bände. Engelmann, Leipzig 1872/73/75.
- Untersuchungen über die Spectra der Planeten: Eine von der Königl. Gesellschaft der Wissenschaften zu Kopenhagen gekrönte Preisschrift. Engelmann, Leipzig 1874.

### Editor
- Newcomb-Engelmann's populäre Astronomie. Leipzig 1892 (online – Internet Archive 2. Aufl.)